# Col Lolo (Oregon)
Pour les articles homonymes, voir Col Lolo.
Le col Lolo (Lolo Pass en anglais) est un col de montagne de la chaîne des Cascades, situé à 1 041 mètres d'altitude, dans l'Oregon, aux États-Unis.

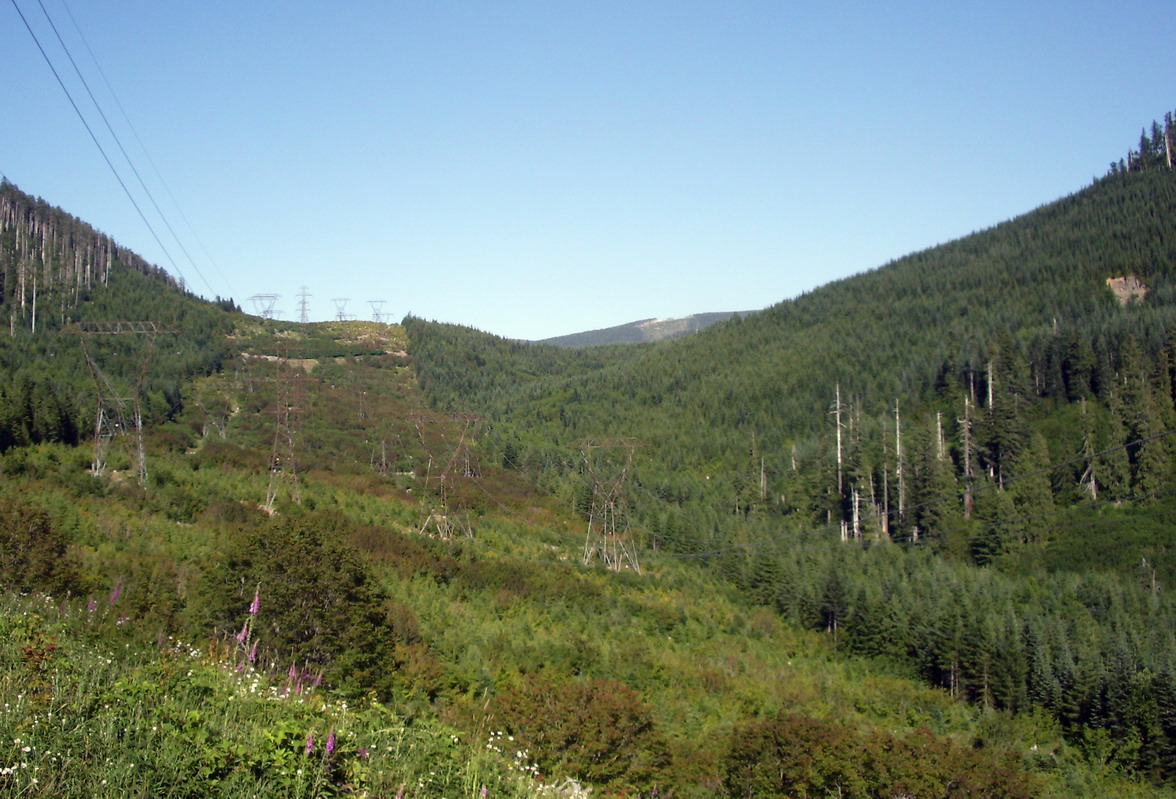
Vue sur le col Lolo situé à un mille